# 田中将賀
田中 将賀（たなか まさよし、1976年1月19日 - ）は、日本で活動する男性アニメーター、キャラクターデザイナー。広島県福山市出身。株式会社CloverWorksクリエイティブ事業部 演出・作画ルーム顧問。
映画『スーパーローカルヒーロー』の監督で知られる田中トシノリは弟。
あだ名はジンジャー、血液型はO型。

## 来歴・人物
小学生当時に絵が上手い従兄弟の存在がきっかけで絵を描くようになり、中学生当時には漫画家になりたいと思うようになる。高校生当時にはファンタジー漫画を描き、出版社（集英社）に持ち込んだこともあった。
小学生時代から高校卒業までは、サッカーやバスケットボールの選手として活躍。バスケットボールは、『スラムダンク』などのスポーツ漫画を読んでいた影響で始めたという。
岡山理科大学在学時には、学内に無かった漫画研究会の代わりに入ったアニメ研究会で、アニメ制作の仕組みを知ったことからアニメーターになろうと思うようになり、同大学を中退して代々木アニメーション学院アニメ科へ入学する。同学院を卒業した後はアートランドに所属し、『プリンセスナイン 如月女子高野球部』の第5話「荒波スイングと、対決!」でアニメーターとしてデビューすると、数々の作品を経てフリーランスへ転身する。並行して演出業との兼業や、アナログ作業からデジタル作業への移行も果たしており、イラストレーターとしても活動している。
2019年現在、CloverWorksにてクリエイティブ事業部 演出・作画ルームの顧問を務めている。

## 主な参加作品

### テレビアニメ
- プリンセスナイン 如月女子高野球部（動画）
- 突撃!パッパラ隊（動画）
- さくらももこ劇場 コジコジ（動画・動画チェック）
- 頭文字D Second Stage（動画）
- 星方天使エンジェルリンクス（動画）
- 今、そこにいる僕（動画、原画）
- 無限のリヴァイアス（動画）
- HUNTER×HUNTER（動画、動画検査）
- だぁ!だぁ!だぁ!（動画）
- アルジェントソーマ（原画、作画監督補佐）
- 地球少女アルジュナ（原画）
- スターオーシャンEX（原画）
- 機動天使エンジェリックレイヤー（原画）
- ギャラクシーエンジェル（作画監督、原画）
- X（作画監督、原画）
- ちょびっツ（作画監督、原画、動画チェック）
- Witch Hunter ROBIN（原画）
- ギャラクシーエンジェルA（作画監督、原画）
- まほろまてぃっく〜もっと美しいもの〜 Automatic Maiden（原画）
- わがまま☆フェアリー ミルモでポン!（原画）
- 円盤皇女ワるきゅーレ 十二月の夜想曲（原画）
- 妄想科学シリーズ ワンダバスタイル（作画監督、原画）
- まぶらほ（原画、OP）
- GIRLSブラボー first season（原画）
- 天上天下（原画）
- 十兵衛ちゃん2-シベリア柳生の逆襲-（作画監督、原画）
- 勇午 ロシア編（作画監督、原画）
- スクールランブル（原画）
- BLEACH（原画）
- 舞-HiME（作画監督、原画、OP、キャラ作画監督）
- ギャグマンガ日和（絵コンテ、演出、作画監督）
- 交響詩篇エウレカセブン（作画監督、原画、OP、ED）
- 舞-乙HiME（原画、OP）
- 蟲師（作画監督、原画、演出補佐）
- BLOOD+（原画）
- ハチミツとクローバーII（原画）
- 僕等がいた（作画監督、OP、作画監督補佐）
- 家庭教師ヒットマンREBORN!（キャラクターデザイン、絵コンテ、OP、ED、演出、総作画監督、作画監督、原画）[7]
- 天元突破グレンラガン（原画）
- スケッチブック 〜full color's〜（原画）
- ソウルイーター（原画）
- とらドラ!（キャラクターデザイン、総作画監督、OP、ED、総作画監督補佐）
- キャシャーン Sins（原画）
- かんなぎ（原画）
- 宇宙をかける少女（原画）
- とある科学の超電磁砲（原画、後期EDコンテ）
- まほろまてぃっく特別編 ただいま◆おかえり（原画、OP）
- いちばんうしろの大魔王（原画）
- 裏切りは僕の名前を知っている（OP原画）
- 学園黙示録 HIGHSCHOOL OF THE DEAD（キャラクターデザイン、総作画監督、作画監督、声優）[8]
- とある魔術の禁書目録II（ED2原画）
- あの日見た花の名前を僕達はまだ知らない。（キャラクターデザイン、総作画監督、作画監督、OP、ED、総作画監督補佐）[9]
- うさぎドロップ（原画）
- あの夏で待ってる（キャラクターデザイン、総作画監督、作画監督、OP、ED、原画）
- じょしらく（キャラクターデザイン、OP作画監督）
- マギ（OP原画）
- さくら荘のペットな彼女（原画）
- NARUTO -ナルト- 疾風伝（原画）
- ソードアート・オンライン（作画監督、原画、提供バックイラスト）
- 閃乱カグラ（原画）
- AMNESIA（OP原画）
- とある科学の超電磁砲S（原画）
- ノーゲーム・ノーライフ（原画）
- ソードアート・オンラインII（原画）
- 機動戦士ガンダム　鉄血のオルフェンズ（OP原画）
- 甲鉄城のカバネリ（作画監督）
- Occultic;Nine -オカルティック・ナイン-（OP原画、第2話エンドカード）
- ダーリン・イン・ザ・フランキス（キャラクターデザイン、総作画監督）[10]
- 宝石商リチャード氏の謎鑑定（OP原画）

### OVA
- 卒業M〜オレ達のカーニバル〜（動画）
- 銀河英雄伝説外伝
  - 千億の星、千億の光（動画）
  - 叛乱者（原画）
  - 奪還者（原画、動画）
- HUNTER×HUNTER ORIGINAL VIDEO ANIMATION（原画）
- 家庭教師ヒットマンREBORN! ジャンプスーパーアニメツアー2009 ボンゴレ式修学旅行、来る!（キャラクターデザイン、総作画監督、作画監督）
- ソードアート・オンライン Extra Edition（作画監督）

### 劇場アニメ
- 機動戦士Ζガンダム A New Translation -星を継ぐ者-（原画）
- 劇場版 NARUTO -ナルト- 疾風伝 火の意志を継ぐ者（原画）
- 劇場版 あの日見た花の名前を僕達はまだ知らない。（キャラクターデザイン、総作画監督、作画監督、原画）
- 心が叫びたがってるんだ。（キャラクターデザイン、総作画監督）
- 君の名は。（キャラクターデザイン、OP作画監督/原画）
- さよならの朝に約束の花をかざろう（作画監督補佐）
- 天気の子（キャラクターデザイン）
- 空の青さを知る人よ（キャラクターデザイン・総作画監督）[11]
- 魔女見習いをさがして（原画)
- シン・エヴァンゲリオン劇場版（作画監督、原画、デジタル作画修正）
- すずめの戸締まり（キャラクターデザイン、プロップ設定）
- ふれる。（キャラクターデザイン・総作画監督、作画監督）[12]

### イラスト
- 草薙絡『デッドエンドラプソディ』（表紙絵、挿絵）
- 七月隆文『天使は奇跡を希う』（カバーイラスト）

### CM
- Z会TVCM 受験生応援ストーリー『クロスロード』（キャラクターデザイン、作画監督）

### その他
- 22/7（2016年 - ）戸田 ジュン キャラクターデザイン
- アイドルマスターシリーズ コンセプトムービー2021『VOY@GER』（2021年）作画監督